# 帝女花

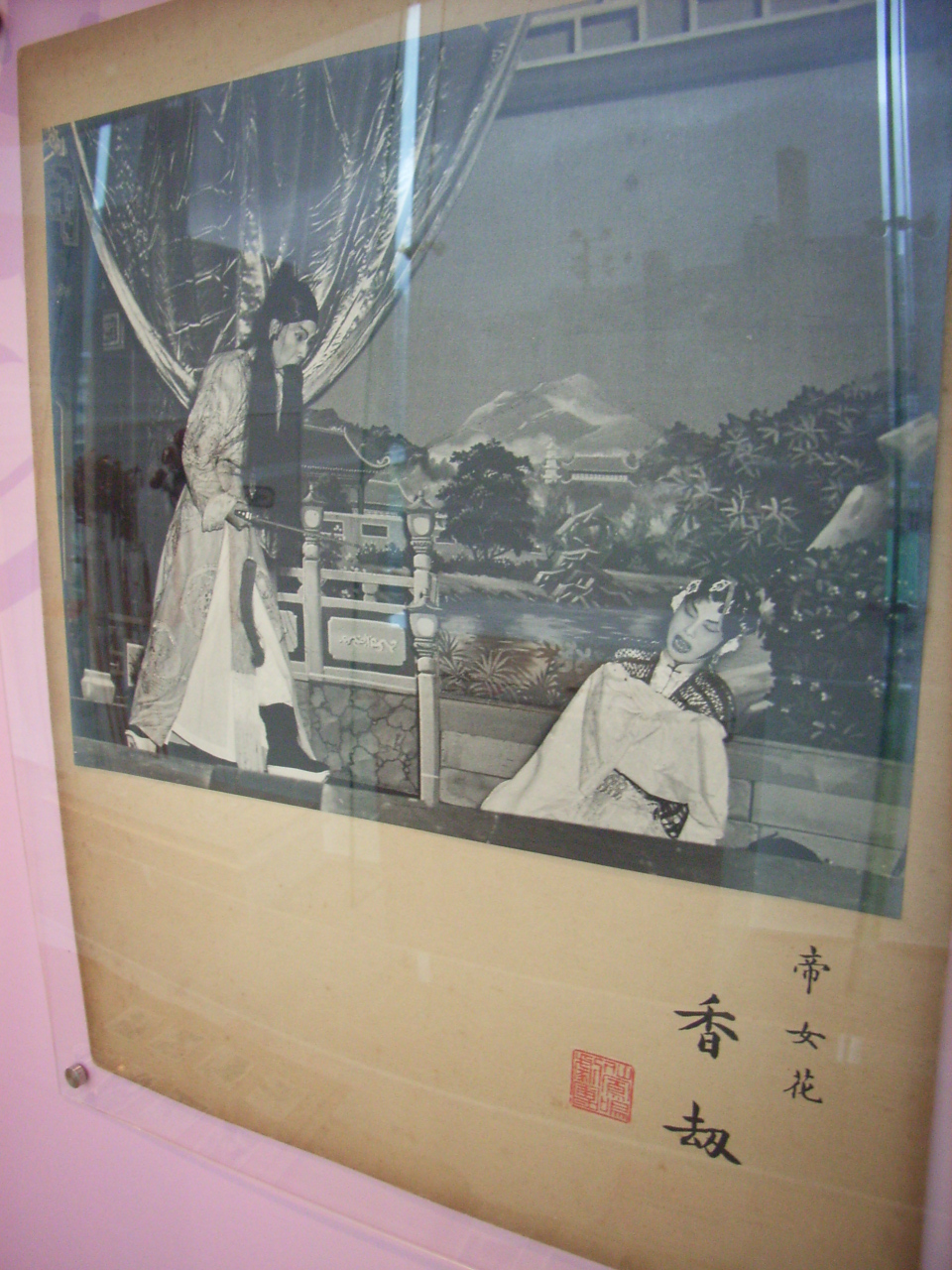
1957年首演的《帝女花》，由任劍輝和白雪仙演出

《帝女花》是香港著名粵劇劇作家唐滌生的粵劇劇本，改編自清朝戲曲家黃燮清（1805－1864）編寫的同名崑劇。唐滌生的《帝女花》是仙鳳鳴劇團的第四屆劇目，於1957年6月7日在香港利舞台首演，6月24日移師九龍東樂戲院。

## 歷史

### 黃燮清版
崑劇《帝女花》的作者是清代黃燮清（1805年-1864年)，黃氏乃道光乙未（1835年）舉人，因多次會試落第，後充任實錄館謄錄，庚申年（1860年）後，出為縣令，再調任松滋知縣。《帝女花》的創作，基於甲申之變的歷史，除此之外亦包含黃燮清落第後的不平。其兄黃際清在《帝女花跋》中說：「歲壬辰，秋闈報罷，益放浪詞酒，陳子琴齋，將發其鬱以觀其才，請傳坤興故事。」儘管《帝女花》故事中充滿對清廷的歌頌，其中興亡的感慨可能是別有寄託；亦有說是根據明末清初詩人吳梅村的《思陵長公主輓詩》寫成。

### 唐滌生版
黃燮清的《帝女花》刊刻之後，即傳到日本。因故事哀豔，正符合日本人的民族性格，所以得到日本人的重視，傳演不輟。直到五十年代依然受到觀眾歡迎。二十世紀二、三十年代，黃燮清的《帝女花》自日本傳回上海上演，一時頗受重視。而唐滌生改編《帝女花》的念頭，可能出於任劍輝和白雪仙的建議。五十年代初，任、白同組鴻運劇團，工餘之暇，同遊日本，看到《帝女花》的演出，因此收集材料帶回香港。
唐滌生看到的《帝女花》劇本只是斷簡殘篇，所以改編時有難於措手之感（見仙鳳鳴劇團第七屆班《西樓錯夢》特刊，唐滌生文）。為此他做過較細緻的歷史考證，致使改編所花的時間較長。如參考過包括《明紀》、《公主列傳》、《流寇傳》、《明外史》、《明正略》、《通鉴紀事本末》等史料。（《帝女花特刊》第18—19頁）唐滌生改編的《帝女花》，並不像黃燮清一樣依循正史的記載來鋪排情節。作品的基調顯然受孔尚任的《桃花扇》影響，站在反清的立場來描寫長平公主和周世顯的節烈。把長平公主和周世顯的對立面，由李闖改為清廷，使主要矛盾，變成反對民族壓迫，大大加強了鬥爭的正義性。
為了豐富舞臺動作，加強矛盾衝突，改動和增添了不少情節。《帝女花》粵劇改編本前段情節，與黃燮清的原本基本相同，只是把周世顯被冊封為駙馬，改為是長平公主自己的選擇，加強了長平公主和周世顯兩人的愛情基礎。長平公主選周世顯為夫婿，是因為周世顯是一個有為的愛國青年，這又把兩人的愛情建基於愛國的情操之上。
改編本還安排周世顯正式受封之日，恰好是皇城被攻破，長平公主被賜死的時候，周世顯正在金殿上與崇禎皇帝力爭，使第二場《香劫》的亡國悲劇更深刻地表現出崇禎的蒼涼，長平公主的願赴國難，周世顯的勇於就死，使周世顯和長平公主因亡國而分離的「樞紐矛盾」得到提升和確定。由於主要矛盾的改變，因此，全劇後半部情節與傳奇本完全不同。

### 仙鳳鳴修訂版
白雪仙為了紀念仙鳳鳴劇團成立五十周年紀念，在2006年著手籌備紀念演出，並開始為《帝女花》在歷史、用詞等作出修訂；由白雪仙作藝術總監，龍劍笙及梅雪詩主演，先後在香港及澳門一共演出40場。另外，香港中文大學為配合「粵劇國際研討會﹕情尋足跡二百年」及紀念《帝女花》劇本誕生五十週年，於2007年9月籌演《帝女花》(青年版)，由阮兆輝、葉紹德及李奇峰修改唐氏劇本，並由梁淑明、李沛妍、陳鴻進、梁煒康、何菁瑋、鄒麗玉主演。2022-23年桃花源粵劇工作舍為紀念《帝女花》六十五周年，重塑經典《帝女花》香港戲曲中心演出16場及澳門威尼斯人劇場演出3場。總監：陳善之、葉家寶；監製：黎宇文；導演：吳國亮；劇本修訂：吳國亮、張群顯；末代公主與駙馬，每日不同組合，包括：五位周世顯：李龍、梁兆明、衞駿輝、洪海、王志良；七位長平公主：南鳳、白雪紅、陳咏儀、鄧美玲、鄭詠梅、李沛妍、林穎施。

## 故事簡介
崇禎末年，崇禎帝由於疼愛長女長平公主，屢次委任禮部選婿，俱為長平所拒絕。這晚在昭仁公主的陪同下，在乾清宮前連理樹下選駙馬，接見了由周鍾引薦的太僕之子周世顯，折服於他才勇雙全，二人在含樟樹下題詩以表心跡及訂下百年之約。
崇禎皇帝聽聞周世顯中選雀屏後，召他上殿面聖，得知他習文，雖然深為亂世文章難保江山而惋惜，但仍立即賜予駙馬銜。在賜封之中，突然戰鼓大作，當時闖軍李自成成功攻入北京外城，明朝朝廷危在旦夕；崇禎見大勢已去，賜周后及袁妃三尺紅羅之後，不顧周世顯的哀求，命令長平上殿殉國。骨肉之情難分難離；倉促之間，崇禎誤殺昭仁公主，而長平公主則中劍倒地未死，被周鍾發現，因而把她抱回家中去了。崇禎亦在手刃眾皇女後，自縊於煤山。
皇城破後十日，在周鍾家養傷的長平公主漸痊癒，卻得悉周鍾父子打算將她獻於新帝以換取高官厚祿。長平公主萬念俱灰，幸有瑞蘭獻移花接木之計，命維摩庵主持以剛身亡的道姑慧清身份和長平公主對調，詐死以逃離周府。周世顯尋至周府乞求長平屍首，卻飽受周氏父子奚落，瑞蘭不屑父兄所為故藉詞避居紫玉山房。
化身慧清的長平公主上山拾柴時，庵外巧遇周世顯，世顯雖然百試是否長平公主本人，但她絕不相認。在庵中觀音像下，周世顯繼續盡力追問，最後以自殺要脅，才得長平公主不堪他苦心一片，終向他表露身份。二人相約當晚於紫玉山房重聚，誰不知二人行踪被維摩庵新住持識破，並呈報周鍾知道。周鍾得知後趕赴維摩庵，要求周世顯接長平公主回皇宮中面聖。
瑞蘭在紫玉山房點上龍鳳燭，以示慶賀世顯及長平公主重聚之喜。世顯攜同周鍾父子及清室宮女到紫玉山房以作準備迎接公主之舉。長平公主接見周世顯時，以為他也是賣國求榮，因而大受刺激，拈銀簪威脅刺目。經世顯解釋，長平知道及明白世顯實深思熟慮，以公主回朝作為厚葬崇禎及救出太子作交換條件；長平公主隨即寫表，二人並誓言在成事之後共赴黃泉。
周世顯面見清帝時，為公主回朝展開談判，清帝為求安撫前朝（明朝）人心，於是一一答應，包括安葬前朝先帝及釋放前朝太子等等要求。長平公主終肯上殿面見，並表示接納及感謝清帝安排，與周世顯完婚。
洞房花燭夜，長平公主和周世顯在當初選婿及定情的含樟樹下完婚，其後二人一同仰毒，雙雙自殺殉國。

## 場次
1957年公演版本

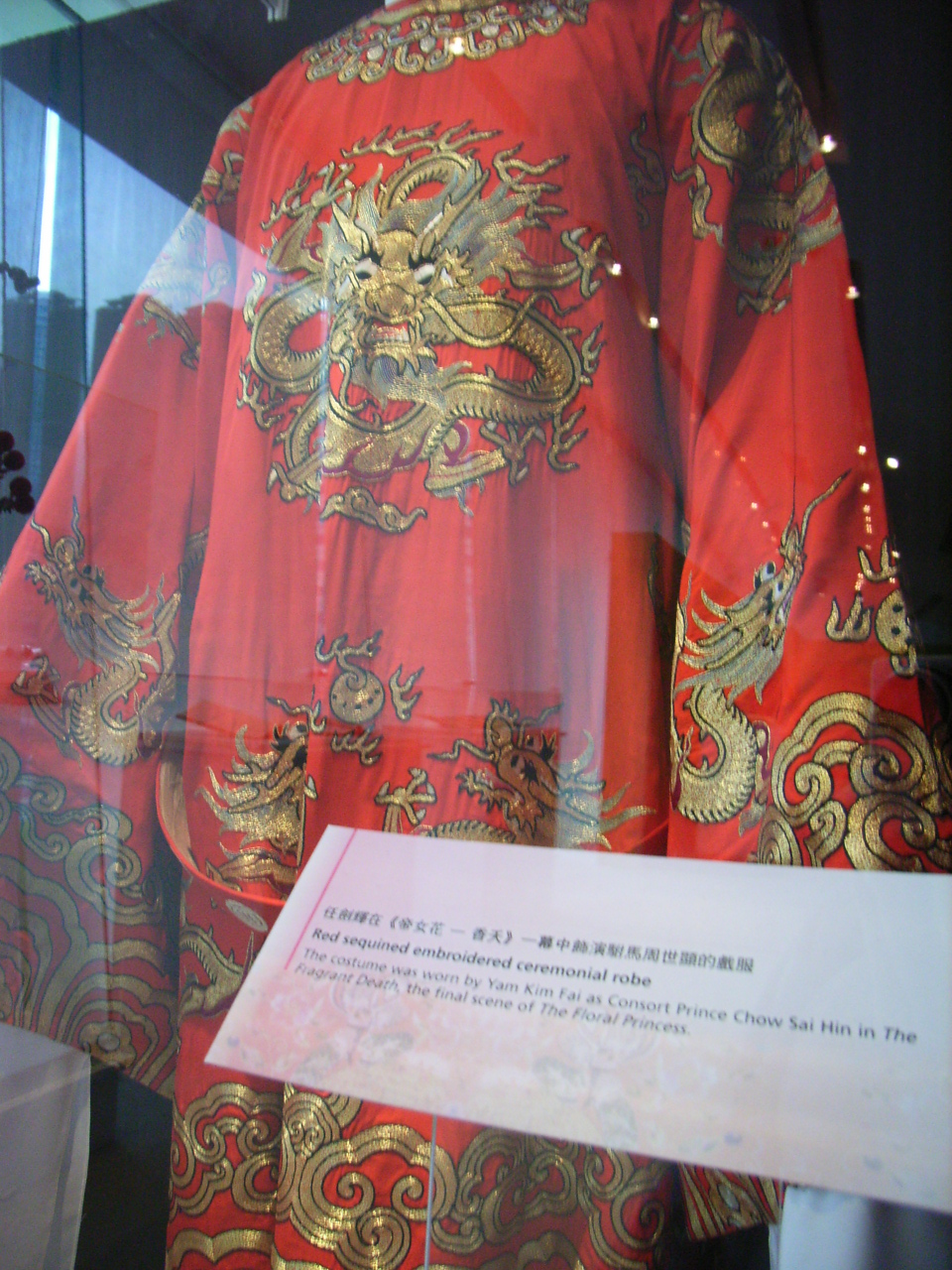
飾演周世顯的戲服

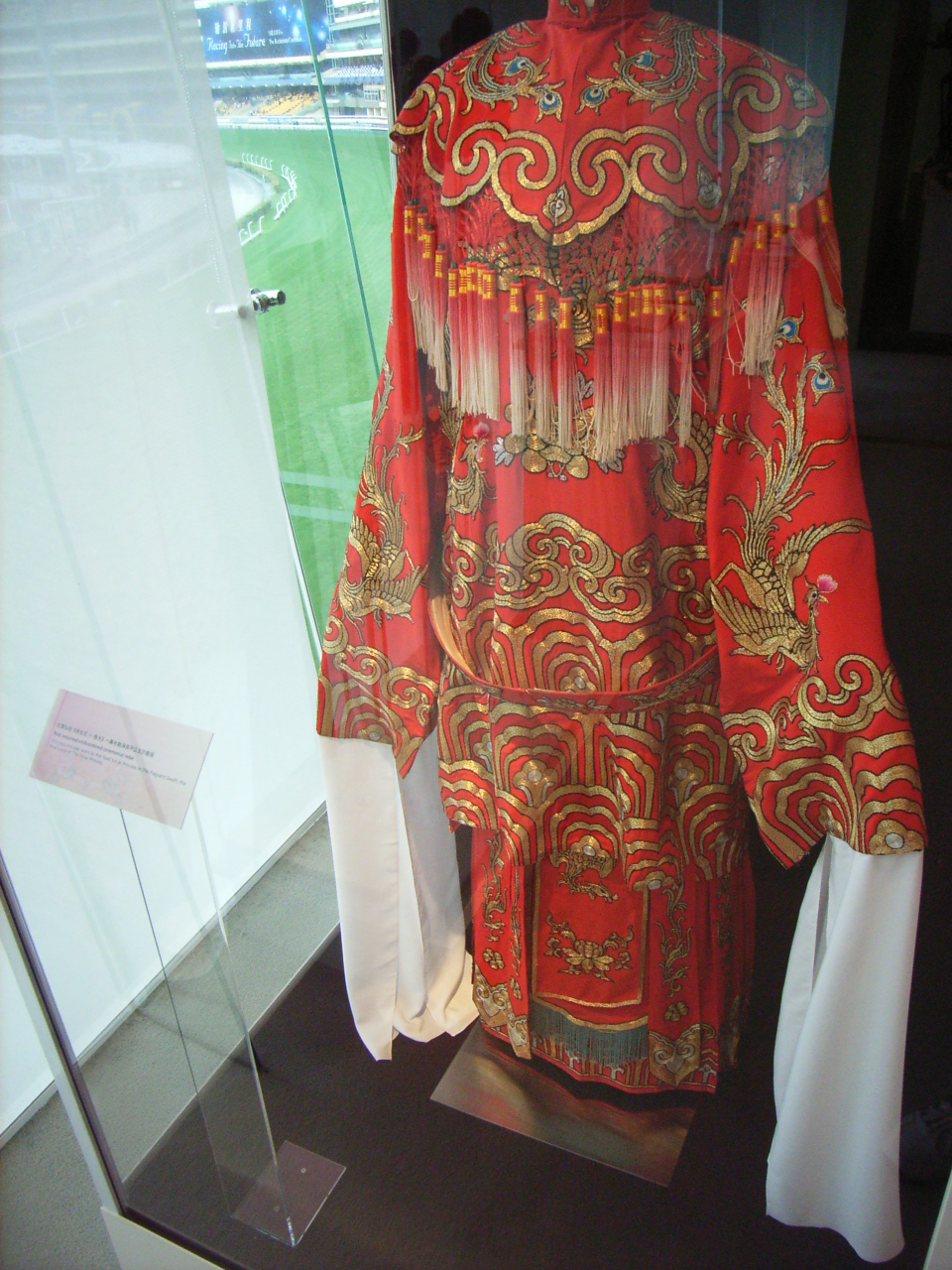
飾演長平公主的戲服

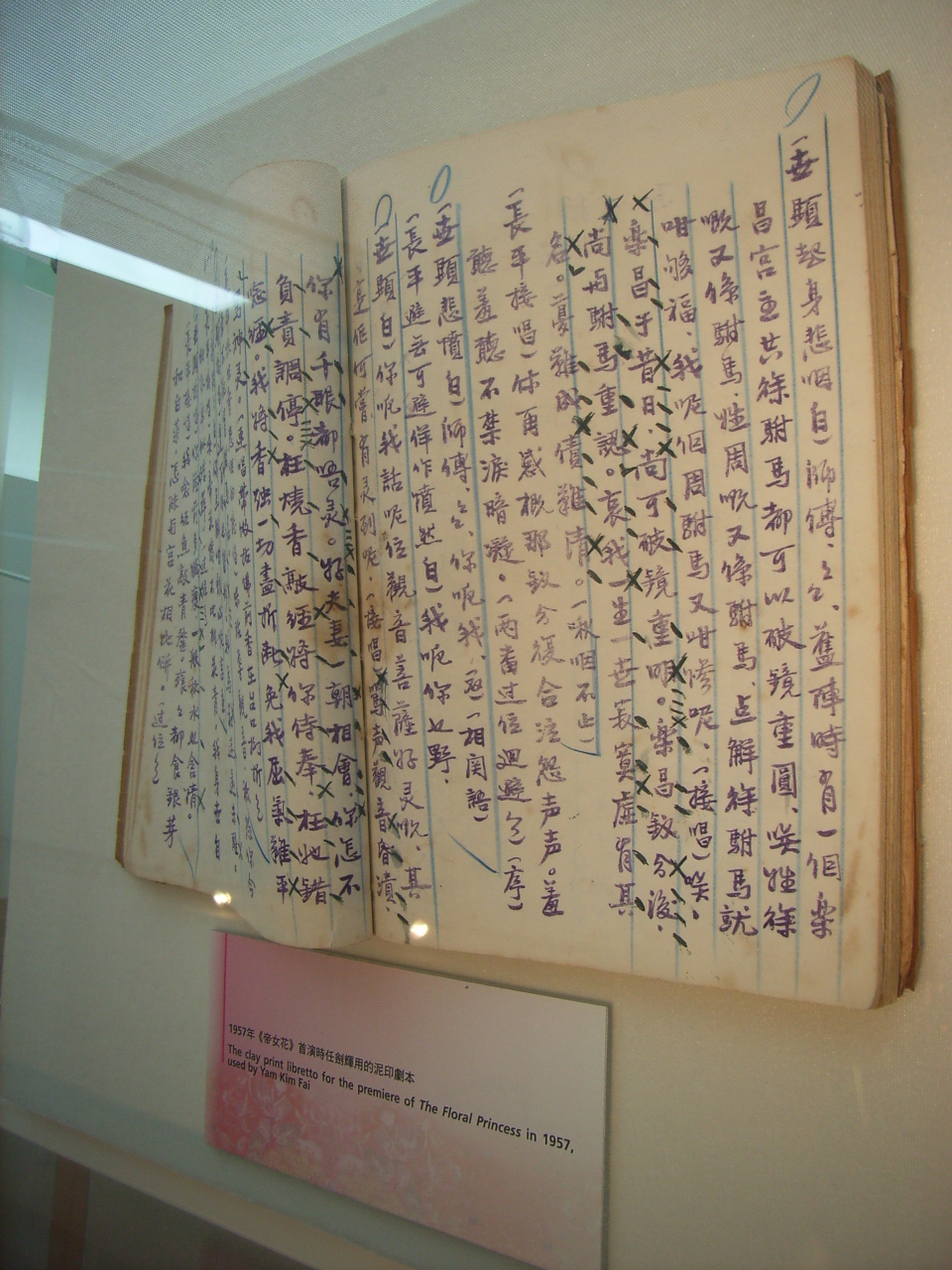
1957年任劍輝用過的泥印劇本

1. 樹盟（Oath Under the Twins Tree）
2. 辭殿（Departure）
3. 香劫（Princess' Sufferings）
4. 庵遇（Reunion at the Nunnery）
5. 上表（Negotiating with the Qing Emperor）
6. 香夭（The Fragrant Death）

現時通用版本
1. 樹盟（Oath Under the Twins Tree）
2. 香劫（Princess' Sufferings）
3. 乞屍（Bearing For Princess' Dead Body）
4. 庵遇（Reunion at the Nunnery）
5. 相認（Recognizing each other）
6. 迎鳳（Welcome Princess）
7. 上表（Negotiating with the Qing Emperor）
8. 香夭（The Fragrant Death）

其中〈香夭〉一場於香港大獲好評及觀眾支持，並曾於1990年度獲得香港作曲家及作詞家協會「CASH最廣泛演出金帆獎（戲曲）」。

## 角色
下列是1957年6月，仙鳳鳴劇團首演粵劇《帝女花》時的開山演員。
| 演員   | 角色       | 簡介                           |
| 任劍輝 | 周世顯     | 明朝太僕左都尉之子             |
| 白雪仙 | 長平公主   | 崇禎皇帝的長女                 |
| 梁醒波 | 周鍾       | 明朝官員                       |
| 靚次伯 | 崇禎       | 明朝最後一名君主               |
| 靚次伯 | 清帝       | 清朝入主中原後的君主           |
| 蘇少棠 | 周寶倫     | 周鍾的兒子                     |
| 任冰兒 | 周瑞蘭     | 周鍾的女兒                     |
|        | 昭仁公主   | 崇禎皇帝的女兒，長平公主的皇妹 |
|        | 周         | 崇禎皇帝的皇                   |
|        | 袁妃       | 崇禎皇帝的愛妃                 |
|        | 銀鈴       | 長平公主的近身侍婢             |
|        | 維摩庵主持 | 也稱為老道姑                   |

## 經典詩白及唱詞
帝女花的辭藻瑰麗典雅，戲中〈香夭〉一節的詩白及調寄粵樂小曲〈妝台秋思〉的唱詞情景交融，是整個劇本的精華之處。多數嶺南地區人民及懂粵劇的海外華僑都懂得如何唱出此節；此外，非喜愛或通曉粵劇唱法的年青人也懂得如何唱出，反映〈香夭〉唱詞深入民心。
根據1972年6月24日任劍輝及白雪仙於無綫電視為六一八雨災籌款賑災而製作的直播籌款節目《無綫電視籌款賑災慈善表演大會》上的義演版本，〈香夭〉中寄調〈妝台秋思〉的一節曲詞如下：

——
詩白：
【旦】倚殿陰森奇樹雙，
【生】明珠萬顆映花黃。
【旦】如此斷腸花燭夜，
【生】不須侍女伴身旁，下去。
【侍女們】知道。 
唱詞：
【旦】落花滿天蔽月光，借一杯附薦鳳台上。
【旦】帝女花帶淚上香，願喪生回謝爹娘。
【旦】我偷偷看、偷偷望，佢帶淚帶淚暗悲傷。
【旦】我半帶驚惶，怕駙馬惜鸞鳳配，不甘殉愛伴我臨泉壤。
【生】寸心盼望能同合葬；鴛鴦侶，相偎傍。
【生】泉台上再設新房，地府陰司裏再覓那平陽門巷。
【旦】唉，惜花者甘殉葬。花燭夜，難為駙馬飲砒霜。
【生】江山悲災劫。感先帝，恩千丈；與妻雙雙叩問帝安。
【旦】唉，盼得花燭共諧白髮，誰個願看花燭翻血浪。
【旦】唉，我誤君累你同埋孽網，好應盡禮揖花燭深深拜。
【旦】再合巹交杯，墓穴作新房，待千秋歌讚註駙馬在靈牌上。
【生】將柳陰當做芙蓉帳，明朝駙馬看新娘，夜半挑燈有心作窺妝。
【旦】地老天荒，情鳳永配痴凰，願與夫婿共拜相交杯舉案。
【生】遞過金杯慢噎輕嘗，將砒霜帶淚放落葡萄上。
唱詞：
【旦】合歡與君醉夢鄉，
【生】碰杯夢到夜台上。
【旦】百花冠替代殮妝，
【生】駙馬珈墳墓收藏。
【旦】相擁抱，
【生】相偎傍，
【合】雙枝有樹透露帝女香。
【生】帝女花，
【旦】長伴有心郎；
【合】夫妻死去與樹也同模樣。

## 典籍考據

### 曲詞修訂
下列是2006年帝女花50周年演出籌備時由白雪仙、葉紹德等在曲詞字眼上作出的修訂：
杜鵑啼遍十三陵
自清朝以來，北京有明十三陵區，該區是指出明成祖至崇祯帝十三個皇帝的陵墓。崇祯帝就是崇禎皇帝，既然「先帝桐棺尚未入葬皇陵」，而長平公主哭拜的應該是十二陵。不過，據歷史記載，這個十二陵並未包括明朝開國君主朱元璋在南京的太祖孝陵在內，如果長平公主心中只有十二陵的話，就表示忘了明太祖，反屬不孝。因此在〈庵遇〉中，長平公主口中的「杜鵑啼遍十三陵」應該是泛指當時十三個祖先的皇陵，即是十二陵加上明孝陵。這個和今天常說的「明十三陵」並非一樣，為免引起不必要的混淆及誤會，故把有關的曲詞改為「倘若劫後鴛鴦重合併，點對得住杜鵑啼血泣皇陵。」
佢自縊在煤閣
根據明朝遺臣鄭達及計六奇的文章，證明了「媒山紅閣」是歇明朝末代帝王「登高山以謝民愛」的所在地。另一方面，唐滌生原創劇本寫「此日紅閣有誰個悼崇禎？」及「問誰個能忘佢自縊在紅閣？」有根據及來源，因此還原了〈庵遇〉這兩句唱詞。
似是仁慈清世祖
明朝被滅後，滿清入主中國，年號為順治。在順治在位十八年後去世，廟號為世祖。根據中國歷史的慣例，中國的歷代帝王都有年號、廟號。在《帝女花》的劇情發展上，〈迎鳳〉及〈香夭〉時的順治年僅六歲，又未死去，自然地還沒有廟號。因此，〈迎鳳〉中周世顯口中的「似是仁慈清世祖」不應有「清世祖」的詞彙，因此應改唱為「黃金嫩柳拂羅袍，清帝懷柔排圈套。」
駙馬珈墳墓收藏
駙馬珈是戲曲盔帽的一種。據《中國戲曲曲藝詞典》及《毛傳》中載，「珈」是古代婦女加在笄上的玉器，一如金步搖的飾物。「駙馬珈」就等於把女兒家的裝飾放在駙馬盔帽之上，是不合理的裝飾。且唐滌生原著版本〈香夭〉中寫的是「百花冠替代殮妝，駙馬盔墳墓收藏。」於是在修訂版本中採用原創版本『駙馬盔墳墓收藏』｣，惟唐氏去世後，即使任白錄音（如1960年香港佑寧堂版）也重用「駙馬珈墳墓收藏」歌詞。

### 詞彙考證
下列是為在詞彙上作出的考證：
長平公主
有關長平公主的封號歷來有兩個版本：一，崇禎封太子時也一起封公主曰「長平」。《明史‧列傳第九》「長平公主，年十六，帝選周顯尚主。」二，公主死後由清室封諡名長平。黃韻珊《帝女花卷下‧殯玉》「公主返魂而無術。……賜葬於彰義門外，諡曰長平。」現時戲曲中保留原著版本，也是取自《明史》記載，即「長平」為公主生前封號。
徽妮
長平公主的名字也有異說，有謂崇禎女兒，名叫徽妮。一，黃韻珊《帝女花卷上‧宮歎》「我坤興公主，名喚徽娖，年方三五。」二，徐珂《清稗類鈔》「明思宗長平公主，名徽娖，年十五，奉聖母命，偕宮人數十至嘉定伯周奎府中。」不知是否「娖娖」聲不是太好，因而唐滌生改為「朱徽妮」。其實，是「徽娖」還是「徽妮」，無損認識長平公主的身份，因而繼續保留原著的「徽妮」版本。
維摩庵及庵堂
有人認為劇中採用「道觀」、「庵堂」的詞彙是亂了戲劇。黃韻珊《帝女花卷上‧探訊》寫「公主前兒到彰義門外維摩庵進香……誰知公主見了這維摩庵僻靜幽雅……他就不肯回來，情願帶髮修行。」唐滌生的版本說道「貞花乞寄仙庵」，因而可以確認「多清靜」的「仙庵寶殿」就是長平公主的「駐香庭」。
道姑及尼姑
「道姑」及「尼姑」兩個詞彙在劇中時時混在一起。根據曹雪芹《紅樓夢》第九十三回寫到賈政叫賴大「到水月庵裡去，把那些女尼姑道士一齊拉回來。……且說水月庵中小女尼女道士時，初到庵中，沙彌與道士原係老尼收管，日間教他此經懺。」原來女尼道姑同處庵內學習誦經，非是為無根據的。亂世庵堂都只不過是一處清淨場所，因此在修訂版本中，繼續保留觀音蓮座，佛前庵遇。
清帝
1644年，滿清入關稱帝，改元為順治，年僅六歲。當年入關破李自成及迎清帝定都於北京的是皇叔多尔衮。多尔衮為順治當上攝政皇時是三十三歲，負責出謀劃策。劇中的「清帝」應該是多尔衮。他和周世顯、長平公主對戲的；相反，假若以順治出現作對戲的話，就沒有發揮角力的效果。劇中為了突顯清室政權霸主的氣焰、增加戲劇的張力，因而設計了由多尔衮為「清帝」出場，也是順治的「化身」。
萬春亭
明代御花園稱為宮後苑，位於紫禁城的北端，坤寧宮後方，內有花園、松柏、山石、書齋等等。清室入主紫禁城後，改稱為御花園，紫禁城後面的萬歲山改稱為景山。乾隆時，依景山建造了五座不同形式的琉璃瓦亭，由東到西的依序是觀妙、周賞、富覽、輯芳亭；中間的主亭又叫做萬春亭。這個「萬春亭」在名稱上鬧了雙胞，然而在建築年代和形制顯然各有特質的。在〈上表〉中，長平公主上殿時引白：「珠冠猶似殮妝，萬春亭畔病海棠。」中的萬春亭指的是當然是明代宮後苑的萬春亭，而非乾隆興建的那一個。

## 衍生作品

### 電影版本
《帝女花》曾兩次被拍攝成粵劇電影。首次被拍成電影是在1959年6月30日上映的《帝女花》是大成出品，上映時託名龍圖執導，導演實為左几（因當時左几被親國民黨派系列入黑名單）。下列是為演員表： 
- 任劍輝（飾）周世顯
- 白雪仙（飾）長平公主
- 英麗梨（飾）昭仁公主
- 靚次伯（飾）崇禎
- 歐陽儉（飾）周鍾
- 蕭仲坤（飾）周寶倫
- 陳好逑（飾）周瑞蘭
- 梁淑卿   (飾)  主持師太

《帝女花》在1976年第二度拍成粵劇電影，1月30上映，由嘉禾電影公司出品，吳宇森執導（戰爭場面則由吳宇森寫好分鏡，丁善璽於臺灣拍攝），顧嘉煇編曲，並由雛鳳鳴劇團台柱老倌主演。下列是為演員表：
- 龍劍笙（飾演）周世顯　　　　　（雛鳳鳴劇團成員，任白學生）
- 梅雪詩（飾演）長平公主　　　　（雛鳳鳴劇團成員，任白學生）
- 靚次伯（飾演）崇禎／清帝
- 梁醒波（飾演）周鍾
- 朱劍丹（飾演）周寶倫　　　　　（雛鳳鳴劇團成員，任白學生）
- 江雪鷺（飾演）周瑞蘭　　　　　（雛鳳鳴劇團成員，任白學生）
- 言雪芬（飾演）周皇后　　　　　（雛鳳鳴劇團成員，任白學生）

### 唱片版本
《帝女花》粵劇全本唱片錄音，在1960年或1961年為紀念唐滌生逝世之作，由仙鳳鳴劇團全體老倌主唱，娛樂唱片製作及出品:44,69,74,153,237,345。下列是唱片的錄唱者： 	
- 任劍輝（飾演）周世顯
- 白雪仙（飾演）長平公主
- 靚次伯（飾演）崇禎/清帝
- 梁醒波（飾演）周鍾
- 林家聲（飾演）周寶倫
- 任冰兒（飾演）周瑞蘭

1994年由麗風唱片公司出品由任劍輝與白雪仙1959年主演之電影《帝女花》原聲唱片。
1976年由娛樂唱片出品，龍劍笙與梅雪詩同年主演的電影《帝女花》原聲唱片:239,244,346,354。其中〈庵遇〉、〈香夭〉、〈香劫〉、〈迎仙〉四曲又收錄於同為1976年由娛樂唱片出品的另一張《帝女花》唱片:239,244,346,354。

### 紀錄片版本
- 1995年《香夭‧夢遊仙蹤鳴留別（A Fading Flower）》是「香夭系列：第一部曲，導演是吳國亮，關本良副導及攝影，以《帝女花》與白雪仙之連繫為主題創作之獨立紀錄短片。
- 2004年《香夭‧一任魂夢飄渺間（Let It Be）》是「香夭系列：第二部曲，由香港電影資料館監製，導演是吳國亮，關本良攝影，以《帝女花》與任劍輝的連繫為主題創作為紀錄短片；同年11月29日，為了紀念任劍輝逝世十五周年正日於香港文化中心大劇院首映。

### 電視劇版本
- 《民間傳奇之帝女花》：電視廣播有限公司1977年製作，由黃允材、汪明荃主演。主題曲：【並蒂花】(主唱：羅文、汪明荃)是首部改編自經典粵劇《帝女花》的電視劇。
- 《武俠帝女花》：亞洲電視1981年製作，劉松仁、米雪分別飾演周世顯和長平公主。
- 《帝女花》：電視廣播有限公司2003年製作，由馬浚偉及佘詩曼主演
- 《帝女花》（又名《乱世不了情》），中国电视公司1994年制作、1995年首播的八點檔連續劇，赵雅芝和叶童主演，制作人为曹景德，是中视「三花」系列的第一部（其余两部是《孽海花》与《状元花》）。

### 舞台劇版本
- 《男裝帝女花之不認不認還須認（Once A Princess，Always A Princess）》：非常林奕華於1995年製作，靈感是出自經典粵劇《帝女花》之創作。
- 《男裝帝女花第二度發育之香港后妃列傳（Once A Princess, Always A Princess Part 2）》：非常林奕華於1996年製作，《男裝帝女花之不認不認還須認》的延續，靈感也是出自經典粵劇《帝女花》之創作。
- 《帝女花音樂劇場》：是林龍傑於2005年創作的愛情傳說三部曲的第一部，改編自經典粵劇《帝女花》。
- 《帝女花》：華文戲劇節於2007年的節目，由香港演藝學院戲劇學院講師鄧樹榮帶領演藝學院的學生以簡約現代劇場的特別手法演繹由陳敢權改編自經典粵劇《帝女花》。
- 2014年《香夭‧生死相許蝴碟夢（His Butterflies）》是「香夭系列：第三部曲，香港高山劇場新翼開幕節目之一，導演是吳國亮；為紀念唐滌生先生逝世55周年，以劇場演唱會新形式製作，由香港演藝學院多屆畢業生獻唱接近五十段唐氏作品(每首短歌約3-5分鐘，稱為粵曲小令)。歌曲來自不同劇目，經過剪輯重置後，一如電影蒙太奇，產生新的解讀與視野。

### 特別演出版本
- 1972年任劍輝、白雪仙在1972 年為 TVB 六一八雨災籌款之夜的演出 (Youtube: http://www.youtube.com/watch?v=Gg94KAEhXbo （页面存档备份，存于）)

- 2003年Twins於2003 年TVB製作《歡樂滿東華》 演出

- 2006年11月的《翡翠歌星賀台慶》中，在其中一個表演的演出環節中，由楊千嬅、古巨基、張敬軒、關心妍、鄧健泓及官恩娜六名歌星分飾「三對」主角對唱飾演〈香夭〉一節，而張敬軒及官恩娜更是反串演出。

- 2006年任白慈善基金會主辦，紀念仙鳳鳴劇團成立五十周年，經典重現《帝女花》香港演出34場及澳門演出6場。藝術總監：白雪仙、雛鳳鳴劇團演出：龍劍笙、梅雪詩、尤聲普、任冰兒、阮兆輝、廖國森、彭熾權。

- 2007年粵港澳文化合作項目「粵劇國際研討會：情尋足跡二百年」活動 ─《帝女花》五十周年紀念青年版，香港演藝學院演出1場。主辦：廣東省文化廳、香港特別行政區政府民政事務局、澳門特別行政區政府文化局：資助：香港藝術發展局；籌辦：香港中文大學音樂系粵劇研究計劃；協辦：香港演藝學院、桃花源粵劇工作舍；藝術總監：阮兆輝；執行藝術指導：李奇峰；劇本參訂委員：葉紹德、阮兆輝、李奇峰、陳守仁、李偉聲；製作策劃：吳國亮；公開遴選六柱演員：梁淑明(周世顯)、李沛妍(長平公主)、陳鴻進(周鍾)、梁煒康(祟禎/清帝)、何菁瑋(周寶倫)、鄒麗玉(周瑞蘭)。

- 2022-23年桃花源粵劇工作舍主辦，紀念《帝女花》六十五周年，重塑經典《帝女花》香港戲曲中心專業版演出16場及學生版1場、澳門威尼斯人劇場演出3場、2024第四屆粵港澳大灣區文化藝術節特邀節目之一，佛山市藝術中心演出兩場及廣州廣東藝術劇院演出兩場。總監：陳善之、葉家寶；監製：黎宇文；導演：吳國亮；劇本修訂：吳國亮、張群顯，以唐滌生1957年舞台版及1959年電影版為藍本，增補崇禎皇帝罪己自縊一段，修改為160分鐘簡煉版本；Traditional x ArtsTech；末代公主與駙馬，每日不同組合，包括五位周世顯：李龍、梁兆明、衛駿輝、洪海、王志良；七位長平公主：南鳳、白雪紅、陳咏儀、鄧美玲、鄭詠梅、李沛妍、林穎施；聯合演出：廖國森(祟禎/清帝)、郭啟煇(周鍾)、莫華敏(周寶倫)、芯融(周瑞蘭)、梁非同(昭仁公主)、黃安晴(昭仁公主)、梁振文(王承恩/張千)等。

### 手語版本
- 《帝女花》：慈善機構龍耳於2015年製作，由聾人粵劇團的手語主任帶領一群聾人以手語演繹經典粵劇《帝女花》[15]。(Youtube: https://www.youtube.com/watch?v=Z79NdVjrJ-k （页面存档备份，存于）)

### 其他類型音樂作品
唐滌生版的〈香夭〉一節最為家傳戶曉，因此關於《帝女花》的改編作品或二次創作，多取材自〈香夭〉。
- 1968年，鄭君綿以〈香夭〉一節的旋律（妝台秋思）重新填詞為市井題材的粵語流行曲《買麵包》[16]，其首句「落街無錢買麵包」 亦膾炙人口。[17][18]
- 1969年，鄭君綿再於電影《差利捉貓記》唱出一首英語版帝女花[19]。後世亦多次出現將〈香夭〉填上英語歌詞的版本，如1991年版的電影《豪門夜宴》中曾志偉、劉嘉玲、張曼玉排練英語粵劇一幕；由岺南羚譯詞兼演唱的英語版（首句為「Wind blows flowers to the sky」）[20]，流行歌手陳奕迅及蔡卓妍曾於電視節目上嘗試合唱此版本；呂珊、蘇姍演唱的《Never Say Goodbye》[21]。
- 1979年，從中國內地移居香港的作曲家屈文中完成了取材自《帝女花》的小提琴協奏曲《幻想序曲〈帝女花〉》，採用傳統中樂多段體音樂結構，有別西樂結構原則。其唱片1985年於臺灣獲得金唱片銷量。[22][23]
- 2020至2021年，國際唱片業協會（香港會）的「音樂永續2020」計劃，安排新一代歌手翻唱逾百首經典歌曲，其中〈香夭〉由黃浩邦以電子音樂形式重新編曲，由趙展彤演唱。[24]
- 2022年，香港管弦樂團與桃花源粵劇工作舍合作之管弦樂音樂會《落花滿天・管弦光影之旅》，為紀念《帝女花》65週年之原創跨界別作品「交響詩」：交響樂x粵劇；先由吳國亮構思、創作文本、分章節、剪接配以任白之電影片段及原有唱段，然後交由李哲藝作曲。世界首演：總監：陳善之、葉家寶；監製：黎宇文；導演：吳國亮、指揮：廖國敏、演奏：香港管弦樂團；音樂會全長90分鐘。[25][26][27]

### 個別元素運用
- 香港著名流行曲填詞人林夕早期作品《傳說》（Raidas原唱，1987年），以傳統戲曲作為題材。其中歌詞「庵中孤清清，長平難逃情，江山悲災損，流離仍重圓」「花燭映窺粧， 難為郎情長，交杯飲砒霜，泉台諧盟鸞」取材自《帝女花》。其他元素有《梁山伯與祝英台》、《紫釵記》。[28][29]
- 1997年香港主權移交，音樂家譚盾受邀為香港回歸慶典的音樂表演環節創作《交響曲1997：天・地・人》，這個拼貼形式的作品包含了多種代表香港歷史的元素，其中播放了一段據稱錄自油麻地廟街戲曲攤檔現場演唱的〈香夭〉，但被一些文化評論人批評在慶典上採用了主題不吉利、類比不恰當的元素，其中便包括〈香夭〉的運用，疑有「香港夭亡」的食字隱喻[30][31]。受此食字說法及後來雨傘運動的政治氣氛影響，2016年香港無伴奏合唱劇團「一舗清唱」創作了音樂劇場《香・夭》（Requiem HK）[32]:189-190，由伍卓賢作曲、周耀輝作詞，此作以香港的安魂曲為主題，與《帝女花》已關連極少，但第一篇名稱〈花落〉亦顯然取自〈香夭〉唱段首句「落花滿天蔽月光」；2018年城市當代舞蹈團與一舗清唱合作，將《香・夭》改編為現代舞劇版本。[33][32]

- 2016年中國內地網絡歌手阿肆以油麻地為題材的國語流行歌《若你愛上油麻地》，前奏及間奏中也取樣了類似廟街戲曲攤檔的〈香夭〉演唱錄音。[34]
- 2025年，广东惠州籍说唱歌手揽佬的说唱歌曲《大展鴻圖》（AR刘夫阳参与合作演出）成為熱門網絡歌曲，其背景音樂取樣了1959年粤剧电影《帝女花》置於開首及結尾部分（名為〈升天〉[註 3] ）中粵樂小曲〈妝台秋思〉開首的唱詞錄音：「霧煙暗遮世外天，有仙山幻作月臺殿。散花女領導眾仙，侍駕金童在花前。」《大展鴻圖》歌中亦有包含《帝女花》元素的歌詞：「帝女花，是我的《California love（英语：California love）》，聽任劍輝跟白雪仙，白雲吃個農家樂」。此歌由中国内地音乐制作人Jacking及Beatlab Studio工作室于2024年8月制作。[35][36][37]

## 其他同名粵劇
除了清代黃燮清的崑劇和唐滌生1957年的粵劇《帝女花》，梁金棠亦曾創作一個同樣名為《帝女花》的粵劇劇本，該劇於1934年10月25日在九龍普慶戲院作首次公演，由廣東省廣州市的散天花劇團的楚賓（文武生）、林小梅（正印花旦）、廖夢覺（丑生）等主演。由於梁金棠的劇本迄今只餘殘篇，難以判斷它與黃燮清及唐滌生版本的關係。

## 書籍文獻
- 唐滌生《帝女花》，1957年仙鳳鳴劇團演出之劇本
- 黃燮清《帝女花》，清朝戲曲劇目
- 《詩經‧毛傳》
- 《中國戲曲曲藝詞典》
- 張廷玉《明史》
- 徐珂《清稗類鈔》
- 曹雪芹《紅樓夢》
- 鄭達《野史無文》
- 計六奇《明季北略》
- 劉毅《明清宮廷生活》
- 倬雲《紫禁城宮殿》
- 張敏慧《帝女花》劇本整理
- 張敏慧《花月總留痕》
- 吳鳳平、鍾嶺祟、林偉業編《帝女花教室 （页面存档备份，存于）》

## 外部連結
- 帝女花(粵劇)簡單介紹
- 帝女花(電視劇)：故事大綱
- 電影 帝女花 雙月被貶 （页面存档备份，存于）